# إيفان ماسلينيكوف
جنرال الجيش إيفان إيفانوفيتش ماسلينيكوف (بالروسية: Ива́н Ива́нович Ма́сленников) قائد عسكري سوفيتي ورئيس لمفوضية الشعب للشؤون الداخلية علاوة على قيادة العديد من الجيوش والجبهات السوفيتية خلال الحرب العالمية الثانية، وُلد في تشاليكلا بمقاطعة أوزينسكي التابعة لساراتوف أوبلاست بالإمبراطورية الروسية بتاريخ 16 سبتمبر 1900 (بحسب التقويم الجديد أو 3 سبتمبر 1900 بحسب التقويم القديم)، بدأ حياته ضابطا بالجيش الأحمر ونُقل للعمل في مفوضية الشعب للشؤون الداخلية عام 1928 والتي استمر في العمل بها حتى الغزو الألماني للاتحاد السوفيتي عام 1941 حيث تدرج من قائد سرية لمكافحة حرب العصابات حتى وصل أصبح قائدًا لقوات مفوضية الشعب للشؤون الداخلية، ومع نهاية الحرب العالمية الثانية استمر في العمل بالقوات المسلحة السوفيتية حتى عام 1948 انتقل بعدها مجددًا للعمل بالمفوضية واستمر بالعمل بها على الرغم من التغيرات السياسية المتواترة في الاتحاد السوفيتي خلا تلك الفترة حتى انتحاره في العاصمة السوفيتية موسكو عام 1954.